# توماس هنینگ
توماس هنینگ (انگلیسی: Thomas Henning؛ زاده ۹ آوریل ۱۹۵۶) یک فیزیک‌دان و اخترشناس اهل آلمان است.